# Serie C 1948-1949 (pallacanestro maschile)
Il campionato di Serie C di pallacanestro maschile 1948-1949 è stato il primo organizzato in Italia. La prima fase di qualificazione è a base regionale. Le prime due classificate di ciascun girone regionale saranno raggruppate in otto concentramenti interregionali. Le vincenti di questi otto concentramenti saranno raggruppate in due gironi da quattro squadre ciascuno, saranno promosse le prime due classificate di ogni girone.
Le vincenti dei rispettivi gironi si affronteranno per il titolo italiano di Serie C.

## Prima Fase di qualificazione regionale

### Classifica
|  |    | Classifica finale 1948-1949 | Pt | G  | V  | N | P  | PtF | PtS |
|  | -- | --------------------------- | -- | -- | -- | - | -- | --- | --- |
|  | 1. | Cremonese*                  | 24 | 14 | 11 | 2 | 1  |     |     |
|  | 1. | Snia Viscosa Milano         | 24 | 14 | 12 | 0 | 2  |     |     |
|  | 3. | De Angeli Saronno           | 21 | 14 | 10 | 1 | 3  |     |     |
|  | 4. | Pallacanestro Cantù         | 17 | 14 | 8  | 1 | 5  |     |     |
|  | 5. | Ginnastica Comense          | 12 | 14 | 6  | 0 | 8  |     |     |
|  | 6. | Cral Tosi Legnano           | 8  | 14 | 4  | 0 | 10 |     |     |
|  | 7. | Pallacanestro Vigevano      | 4  | 14 | 2  | 0 | 12 |     |     |
|  | 8. | Bustese                     | 2  | 14 | 1  | 0 | 13 |     |     |

- dopo aver vinto lo spareggio contro la Snia Viscosa Milano per 41-23

|  |    | Classifica finale 1948-1949 | Pt | G  | V  | N | P  | PtF | PtS |
|  | -- | --------------------------- | -- | -- | -- | - | -- | --- | --- |
|  | 1. | Lazio Pallacanestro         | 22 | 12 | 11 | 0 | 1  | 451 | 327 |
|  | 2. | INA Roma*                   | 16 | 12 | 8  | 0 | 4  | 432 | 353 |
|  | 2. | Italcable Roma              | 16 | 12 | 8  | 0 | 4  | 466 | 380 |
|  | 4. | CUS Roma                    | 14 | 12 | 7  | 0 | 5  | 490 | 415 |
|  | 5. | B.P.D. Colleferro           | 12 | 12 | 6  | 0 | 6  | 414 | 381 |
|  | 6. | P.T.T. Roma                 | 4  | 12 | 2  | 0 | 10 | 304 | 486 |
|  | 7. | A.S.E. Roma                 | 0  | 12 | 0  | 0 | 12 | 327 | 542 |

- dopo aver vinto lo spareggio contro l'Italcable Roma

|  |    | Classifica finale 1948-1949 | Pt | G | V | N | P | PtF | PtS |
|  | -- | --------------------------- | -- | - | - | - | - | --- | --- |
|  | 1. | Cestistica Taranto          | 14 | 8 | 7 | 0 | 1 | 236 | 134 |
|  | 2. | CUS Bari                    | 12 | 8 | 6 | 0 | 2 | 251 | 225 |
|  | 3. | Angiulli Bari               | 10 | 8 | 5 | 0 | 3 | 291 | 242 |
|  | 4. | Libertas Brindisi (-1)      | 3  | 8 | 2 | 0 | 6 | 198 | 245 |
|  | 5. | Polisportiva Lecce          | 0  | 8 | 0 | 0 | 8 | 166 | 296 |

## Concentramenti interregionali di semifinale

### Concentramento 1
| 25 aprile 1949 | Piedimonte Bologna | 39 – 33 | Saves Alessandria | Genova |

### Concentramento 2
| 23 aprile 1949 | ASSI Bologna | 39 – 26 | Libertas Trieste | Mantova |

| 23 aprile 1949 | U.S.Cremonese | 42 – 39 | Chatillon Vercelli | Mantova |

| 24 aprile 1949 | U.S. Cremonese | 44 – 32 | Libertas Trieste | Mantova |

| 24 aprile 1949 | Chatillon Vercelli | 35 – 17 | ASSI Bologna | Mantova |

| 25 aprile 1949 | Chatillon Vercelli | 40 – 35 | Libertas Trieste | Mantova |

| 25 aprile 1949 | U.S. Cremonese | 54 – 41 | ASSI Bologna | Mantova |

#### Classifica
|  |    | Classifica finale 1948-1949 | Pt | G | V | N | P | PtF | PtS |
|  | -- | --------------------------- | -- | - | - | - | - | --- | --- |
|  | 1. | Cremonese                   | 6  | 3 | 3 | 0 | 0 | 140 | 112 |
|  | 2. | Chatillon Vercelli          | 4  | 3 | 2 | 0 | 1 | 114 | 94  |
|  | 3. | ASSI Bologna                | 2  | 3 | 1 | 0 | 2 | 97  | 115 |
|  | 4. | Libertas Trieste            | 0  | 3 | 0 | 0 | 3 | 93  | 123 |

### Concentramento 5
| 23 aprile 1949 | ASSI Viareggio | 39 – 31 | Aquila Cagliari | Latina |

| 23 aprile 1949 | INA Roma | 42 – 28 | U.S. Orvietana | Latina |

| 24 aprile 1949 | INA Roma | 51 – 31 | Aquila Cagliari | Latina |

| 24 aprile 1949 | ASSI Viareggio | 45 – 27 | U.S. Orvietana | Latina |

| 25 aprile 1949 | U.S. Orvietana | 24 – 19 | Aquila Cagliari | Latina |

| 25 aprile 1949 | INA Roma | 28 – 20 | ASSI Viareggio | Latina |

#### Classifica
|  |    | Classifica finale 1948-1949 | Pt | G | V | N | P | PtF | PtS |
|  | -- | --------------------------- | -- | - | - | - | - | --- | --- |
|  | 1. | INA Roma                    | 6  | 3 | 3 | 0 | 0 | 121 | 79  |
|  | 2. | ASSI Viareggio              | 4  | 3 | 2 | 0 | 1 | 104 | 86  |
|  | 3. | U.S. Orvietana              | 2  | 3 | 1 | 0 | 2 | 79  | 106 |
|  | 4. | Aquila Cagliari             | 0  | 3 | 0 | 0 | 3 | 81  | 114 |

### Concentramento 6
| 29 aprile 1949 | U.S. Salernitana | 47 – 39 | Roseto Basket | Teramo |

| 29 aprile 1949 | S.S. Lazio Pallacanestro | 55 – 35 | Esperia Cagliari | Teramo |

| 30 aprile 1949 | S.S. Lazio Pallacanestro | 47 – 38 | U.S. Salernitana | Teramo |

| 30 aprile 1949 | Roseto Basket | 38 – 35 | Esperia Cagliari | Teramo |

| 1º maggio 1949 | U.S. Salernitana | 42 – 40 | Esperia Cagliari | Teramo |

| 1º maggio 1949 | S.S. Lazio Pallacanestro | 51 – 34 | Roseto Basket | Teramo |

#### Classifica
|  |    | Classifica finale 1948-1949 | Pt | G | V | N | P | PtF | PtS |
|  | -- | --------------------------- | -- | - | - | - | - | --- | --- |
|  | 1. | Lazio Pallacanestro         | 6  | 3 | 3 | 0 | 0 | 153 | 107 |
|  | 2. | U.S. Salernitana            | 4  | 3 | 2 | 0 | 1 | 127 | 126 |
|  | 3. | Roseto Basket               | 2  | 3 | 1 | 0 | 2 | 111 | 133 |
|  | 4. | Esperia Cagliari            | 0  | 3 | 0 | 0 | 3 | 110 | 135 |

## Fase finale a gironi

### Girone A

#### Classifica
|  |    | Classifica finale 1948-1949 | Pt | G | V | N | P | PtF | PtS |
|  | -- | --------------------------- | -- | - | - | - | - | --- | --- |
|  | 1. | Cremonese                   | 9  | 6 | 4 | 1 | 1 | 250 | 222 |
|  | 2. | Piedimonte Bologna          | 8  | 6 | 4 | 0 | 2 | 246 | 248 |
|  | 3. | Laetitia Venezia            | 5  | 6 | 2 | 1 | 3 | 225 | 230 |
|  | 4. | Robur Ravenna               | 2  | 6 | 1 | 0 | 5 | 189 | 210 |

#### Risultati
| Risultati          | CRE   | BOL   | VEN   | RAV   |
| ------------------ | ----- | ----- | ----- | ----- |
| Cremonese          |       | 53-41 | 38-31 | 34-25 |
| Piedimonte Bologna | 54-50 |       | 43-39 | 39-32 |
| Laetitia Venezia   | 45-45 | 34-38 |       | 41-32 |
| Robur Ravenna      | 26-30 | 40-31 | 34-35 |       |

### Girone B

#### Classifica
|  |    | Classifica finale 1948-1949 | Pt | G | V | N | P | PtF | PtS |
|  | -- | --------------------------- | -- | - | - | - | - | --- | --- |
|  | 1. | INA Roma                    | 9  | 6 | 4 | 1 | 1 | 207 | 186 |
|  | 2. | Cestistica Taranto*         | 7  | 6 | 3 | 1 | 2 | 207 | 174 |
|  | 3. | Lazio Pallacanestro         | 7  | 6 | 3 | 1 | 2 | 209 | 213 |
|  | 4. | Ginnastica Marigliano       | 1  | 6 | 0 | 1 | 5 | 185 | 235 |

- Viene promossa in Serie B dopo aver vinto lo spareggio con la Lazio Pallacanestro per 40-31

#### Risultati
| Risultati             | In.Ro | TAR   | La.Ro | MAR   |
| --------------------- | ----- | ----- | ----- | ----- |
| INA Roma              |       | 32-32 | 31-28 | 42-29 |
| Cestistica Taranto    | 22-29 |       | 48-28 | 38-24 |
| Lazio Pallacanestro   | 40-31 | 35-32 |       | 38-38 |
| Ginnastica Marigliano | 35-42 | 26-35 | 33-40 |       |

## Finale per il titolo
| Roma 27 giugno 1949 | Cremonese | 38 – 28 | INA Roma |  |

## Verdetti
- La U.S. Cremonese vince lo scudetto della Serie C
- Promosse in Serie B: U.S. Cremonese; Piedimonte Bologna; INA Roma; Cestistica Taranto
- La Cestistica Taranto e la Piedimonte Bologna rinunceranno a partecipare al successivo campionato di B
- Grazie alla rinuncia di alcune squadre di B vengono ripescate : Lazio Roma; Ginnastica Marigliano; Laetitia Venezia; Robur Ravenna; ASSI Viareggio; U.S. Pallacanestro Salernitana

## Fonti
Il Corriere dello Sport edizione 1948-49
La Gazzetta del Mezzogiorno edizione 1948-49
La Provincia (di Cremona) edizione 1948-49